# Krzysztof Lode
Krzysztof Lode herbu własnego (zm. w 1644 roku) – podkomorzy dorpacki w latach 1631–1644, sekretarz królewski w latach 1621-1632, pisarz ziemski wendeński w latach 1622–1631, starosta golubski w latach 1640–1644, starosta ryski w 1620 roku, sekretarz i metrykant kancelarii Jakuba Zadzika w latach 1633–1635, pisarz Metryki Koronnej kancelarii mniejszej w latach 1628-1635, pisarz Metryki Koronnej kancelarii większej w latach 1627-1628.
Poseł na sejm 1638 roku, sejm 1639 roku.
Był elektorem Władysława IV Wazy z Inflant w 1632 roku.